# Troepen voor de sterren
Troepen voor de sterren is een sciencefiction-boek  van Robert Heinlein. De vertaling is in 1996 uitgegeven door Meulenhoff.
Dit Starship Troopers (1959) werd bekroond met de Hugo Award, en geldt als klassieker, met een zekere cultstatus. Het was het laatste sciencefictionboek dat Heinlein schreef in een reeks boeken voor de jeugd, maar werd door de uitgever voor dat doel geweigerd, en elders gepubliceerd.
Er is een film met dezelfde titel uit 1997 van regisseur Paul Verhoeven bij TriStar Pictures. Deze wijkt zeer sterk af van het boek. Daarnaast is er een televisieserie en tekenfilm/computeranimatie-serie van gemaakt.

## Verhaal
Het boek verhaalt van de (bij de aanvang van het boek) achttienjarige jongen Juan (Johnnie) Rico die in het leger gaat. Hij wordt opgeleid tot 'Mobiel Infanterist'. Heinlein besteedt ruim de helft van het boek aan de militaire opleiding van de jonge infanterist en zijn relatie met zijn opleidingssergeanten. Opmerkelijk is dat hier heel weinig futuristische elementen te vinden zijn, en dat is geen toeval: Heinlein zag dit boek als een reflectie op de Amerikaanse soldaten die tijdens de Tweede Wereldoorlog streden tegen de Japanners. 
Tegen de tijd dat Rico zijn opleiding afrondt is de aarde verwikkeld in een oorlog met spinachtige ruimtewezens. 

## Technologie
De technologie die Heinlein beschrijft, is wel futuristisch en nog niet achterhaald. Zo heeft het hoofdstuk dat handelt over 'stuwpakken' onder meer computerspellen zoals Halo geïnspireerd. 

## Maatschappij-kritisch?
Controversieel is Heinleins analyse van de morele aspecten van oorlogvoering. Een belangrijk deel van het boek is gewijd aan de morele achtergrond van burgerschap. Een heel hoofdstuk lang wordt uitgeweid over jeugddelinquentie, strikte opvoeding en het nut van lijfstraffen en oorlog op zich. Er wordt tevens aandacht besteed aan het belang van ervaring opdoen, en blindelings orders opvolgen; naar het einde van het boek toe wordt stilgestaan bij de kwaliteiten die een officier hoort te hebben. 
Heinlein situeert alles binnen het staatsbestel van een meritocratie, waarin burgers een (veelal militaire) dienstplicht moeten vervullen om stemrecht te verkrijgen. Dit vrijwillig vervullen van de militaire dienst is een bewijs dat iemand een algemeen belang kan laten prevaleren boven het eigen belang, zodat aan deze persoon het stemrecht toevertrouwd kan worden, en deze beslissingen kan nemen over die gemeenschap.
Critici beschouwen het boek als een bildungsroman omdat het rijpingsproces van het hoofdpersonage wordt beschreven. Andere critici, waaronder Roger Ebert, zien het dan weer als "fascinerend maar puberaal" of zelfs als fascistoïde.

## Verschillen tussen boek en film
Verhoevens verfilming is vooral een parodie. In het boek speelt Dubois - leraar geschiedenis en moraalfilosofie en een ex-infanterist - een grote rol, vanwege zijn aanzienlijke invloed op de middelbare scholieren. In de film worden de jongeren vooral beïnvloed door reclameboodschappen en marketing, terwijl in het boek jongeren bijna ontmoedigd worden om in dienst te gaan (om zo alleen de echte doorzetters over te houden). In de film treden vrouwelijke infanteristen op de voorgrond en doen ze niet onder voor hun mannelijke collega's, in het boek zijn mannen en vrouwen strikt gescheiden. In de film ontbreekt het aan geordende en goed opgeleide starship troopers. In de film gedragen de soldaten zich als een ongeordende troep schreeuwers, terwijl in het boek sprake is van geordende tactieken en terdege opgeleide, gedisciplineerde soldaten.